# Phạm Hồng Tâm
Phạm Hồng Tâm là kiểm sát viên người Việt Nam. Ông từng là Viện trưởng Viện kiểm sát nhân dân tỉnh Quảng Bình.

## Tiểu sử
Năm 2010, Phạm Hồng Tâm là Viện trưởng Viện kiểm sát nhân dân tỉnh Quảng Bình.
Ngày 3 tháng 6 năm 2013, Viện trưởng Viện kiểm sát nhân dân tối cao đã công bố quyết định cho thôi giữ chức vụ Viện trưởng Viện kiểm sát nhân dân tỉnh Quảng Bình đối với ông Phạm Hồng Tâm để ông chữa bệnh. Thay thế Phạm Hồng Tâm là Nguyễn Huy Tiến, Viện trưởng Viện Thực hành công tố và kiểm sát xét xử phúc thẩm 1 tại Hà Nội.

## Bê bối
Năm 2001, Phạm Hồng Tâm bị Nguyễn Thanh Kỳ, nguyên Giám đốc Sở Nông nghiệp và Phát triển nông thôn tỉnh Quảng Bình, sau khi được Tòa phúc thẩm Tòa án nhân dân tối cao Việt Nam tuyên vô tội, kiện về việc "lợi dụng pháp luật để truy tố người vô tội".
Ngày 29 tháng 7 năm 2010, Phạm Hồng Tâm điều khiển xe ô tô cá nhân biển số 73L-3565 đâm xe máy chạy ngược chiều trên đường Quốc lộ 1 do chị Lê Thị Thúy (28 tuổi, trú xã Lý Trạch, huyện Bố Trạch) điều khiển, trên xe máy chở một phụ nữ tên Phượng và một cháu bé 5 tuổi, khiến ba người trên xe máy ngã xuống đường, chị Lê Thị Thúy bất tỉnh nhân sự, nhưng Phạm Hồng Tâm liền nhấn ga bỏ chạy, bỏ mặc các nạn nhân. Sau đó, Phạm Hồng Tâm tìm gặp các nạn nhân xin lỗi và giải thích là do vừa mới tiếp khách và có uống bia.
Tháng 3 năm 2013, ông bị bà Lê Thị Hồng và Lại Thị Phụ (người làm chứng) ở Đồng Hới, Quảng Bình tố cáo nhận tiền chạy án cho bị cáo Lê Thị Chuyên trong vụ án "lạm dụng tín nhiệm chiếm đoạt tài sản". Tháng 6 cùng năm ông thôi chức Viện trưởng để chữa bệnh.